# Худ, Сэмьюэл, 1-й баронет
Сэмюэл Худ, 1-й баронет Худ (англ. Samuel Hood, 1st Baronet; 1762 — 24 декабря 1814) — британский адмирал, участник войны за независимость США и Наполеоновских войн, кавалер Ордена Бани. Двоюродный племянник знаменитого адмирала виконта Самуэля Худа.

## Служба
Поступил на флот в 1776 году. Был при Уэссане, затем, под командованием своего родственника адмирала виконта Худа, в Вест-Индии, где был при островах Всех Святых.
После войны получил в командование шлюп, затем ряд фрегатов, в том числе HMS Juneau (32), с которым отличился в Вест-Индии.
С началом Революционной войны направлен с Juneau в Средиземное море. Не успел до эвакуации к рандеву с флотом в Тулоне, но благополучно избежал плена. Затем командовал эскадрой, защищавшей левантийскую торговлю.
В 1797 году принял HMS Zealous (74), с которым участвовал в рейде на Тенерифе под командой Нельсона.
Командовал Zealous при Абукире, где расправился с несколькими противниками (с первым — Guerriere — в течение 12 минут). Затем осуществлял блокаду Александрии и Розетты.
Переведен на HMS Venerable (74), с которым 8 июля 1801 года был в бухте Альхесирас. В этом бою потерял 130 человек убитыми и ранеными. В 1802 году направлен на Тринидад, где по смерти командующего стал коммодором Подветренной станции.
Начиная с 1803 года, постепенно отобрал у французов все карибские владения, за исключением Мартиники. Для её блокады создал форт HMS Diamond Rock. За успехи в Вест-Индской кампании был награждён орденом Бани.
Командовал блокадной эскадрой у Рошфора, где 25 сентября 1806 года потерял в бою руку. Произведен в контр-адмиралы. В 1807 году провел успешную операцию против острова Мадейра.
В 1808 году перешел на Балтику, держал флаг на HMS Centaur. Поддерживал шведов в русско-шведской войне. 22 августа принудил к сдаче и сжег линейный корабль «Всеволод». За эту кампанию получил орден Меча от короля Густава-Адольфа.
В 1809 году поддерживал эвакуацию британской армии через Ла Корунью. В 1811 году произведен в вице-адмиралы.
Назначен на Ост-Индскую станцию. На этом последнем месте назначения женился, но детей не имел.
Умер 24 декабря 1814 года в Мадрасе. Его брат, Александр Худ (не путать с лордом Бридпортом), также был офицером Королевского флота.